# Bluff (Utah)
Bluff ist ein zu Statistikzwecken definiertes Siedlungsgebiet (Census-designated place) im San Juan County im US-Bundesstaat Utah. Das U.S. Census Bureau hat bei der Volkszählung 2020 eine Einwohnerzahl von 240 ermittelt. 

## Geschichte
Angewiesen von John Taylor (1808–1887), dem dritten Präsidenten der „Kirche Jesu Christi der Heiligen der Letzten Tage“ (Mormonen), führte Silas Sanford Smith (ein Vetter des Begründers der Kirche, Joseph Smith) etwa 230 Mitglieder der Kirche in den Südosten des Utah-Territoriums, um dort eine neue Siedlung zu gründen. Im April 1880 erreichten sie die Gegend von Bluff, wo sie sich niederließen.
In den 1930er Jahren war die Zahl der Anwohner von Bluff auf etwa 70 gefallen, stieg dann in den 1950er Jahren auf Grund der verstärkten Suche nach Uran vorübergehend wieder kräftig an. Mit dem Nachlassen des Uran-Booms in den 1970er Jahren ging auch die Bevölkerungszahl wieder zurück. Heute leben in Bluff knapp 250 Menschen.

## Töchter und Söhne der Stadt
- Charles Lang (1902–1998), Kameramann

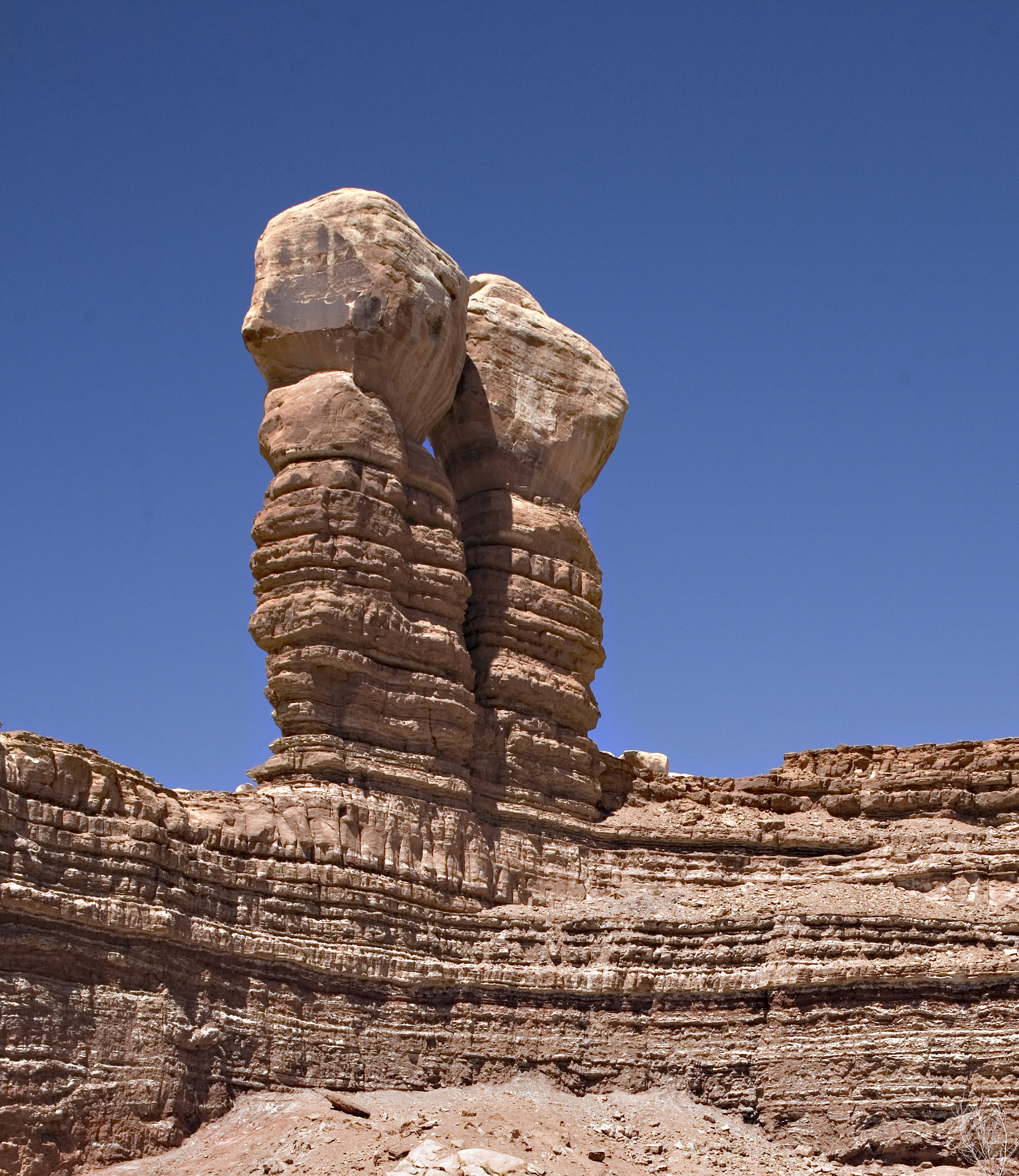
Navajo Twin Rocks in Bluff, Utah
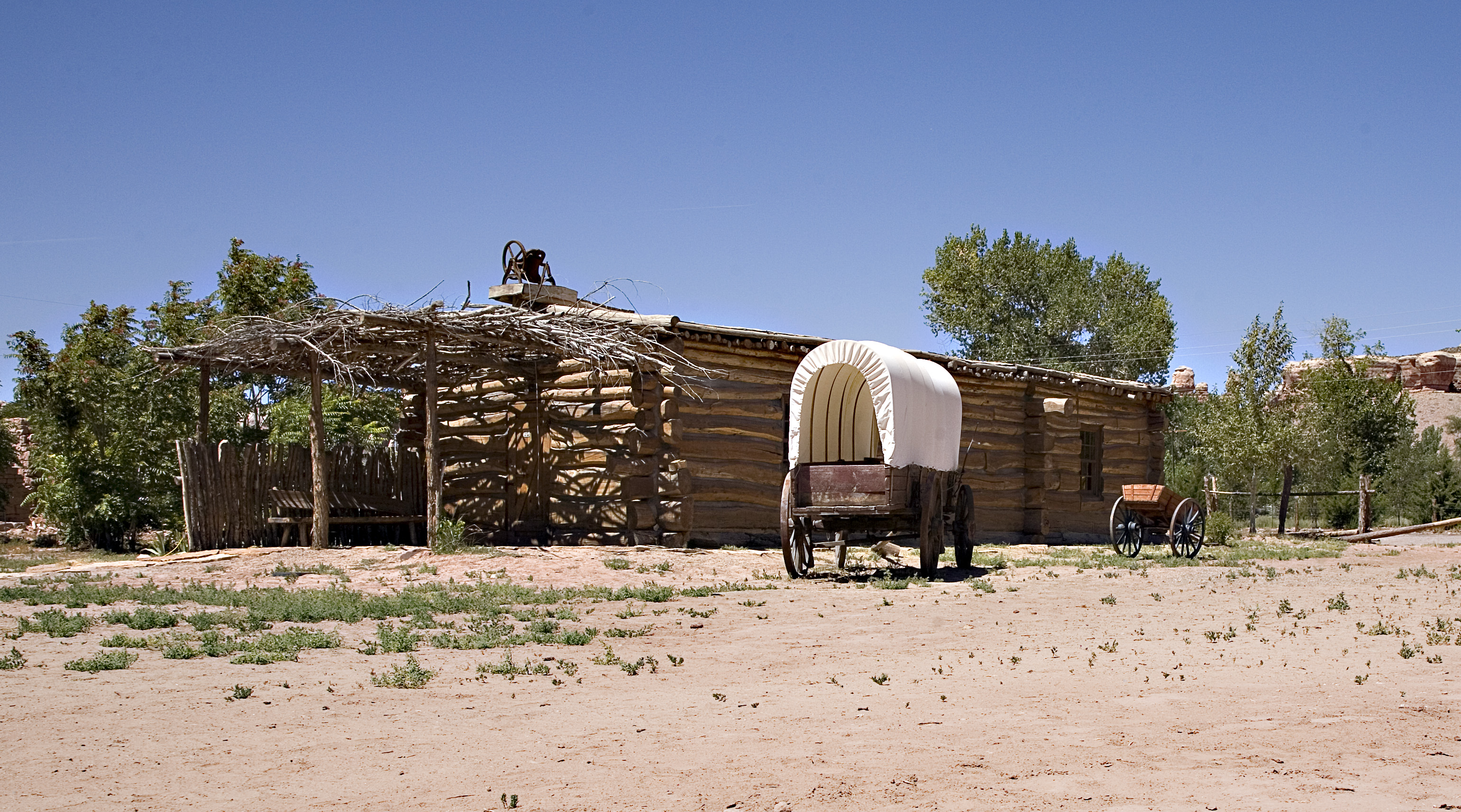
Das Schulhaus im teil-restaurierten Fort in Bluff